# Картографування врожаю
Картографування врожаю — це процес створення карт врожаю сільськогосподарських культур. Першочергово такі карти використовувалися для аналізу двох змінних: врожайність культури та вмісту вологи. Метод картографування врожаю був розроблений у 1990-х роках і використовує комбінацію технологій GPS та сенсорних датчиків, які встановлено на комбайн.

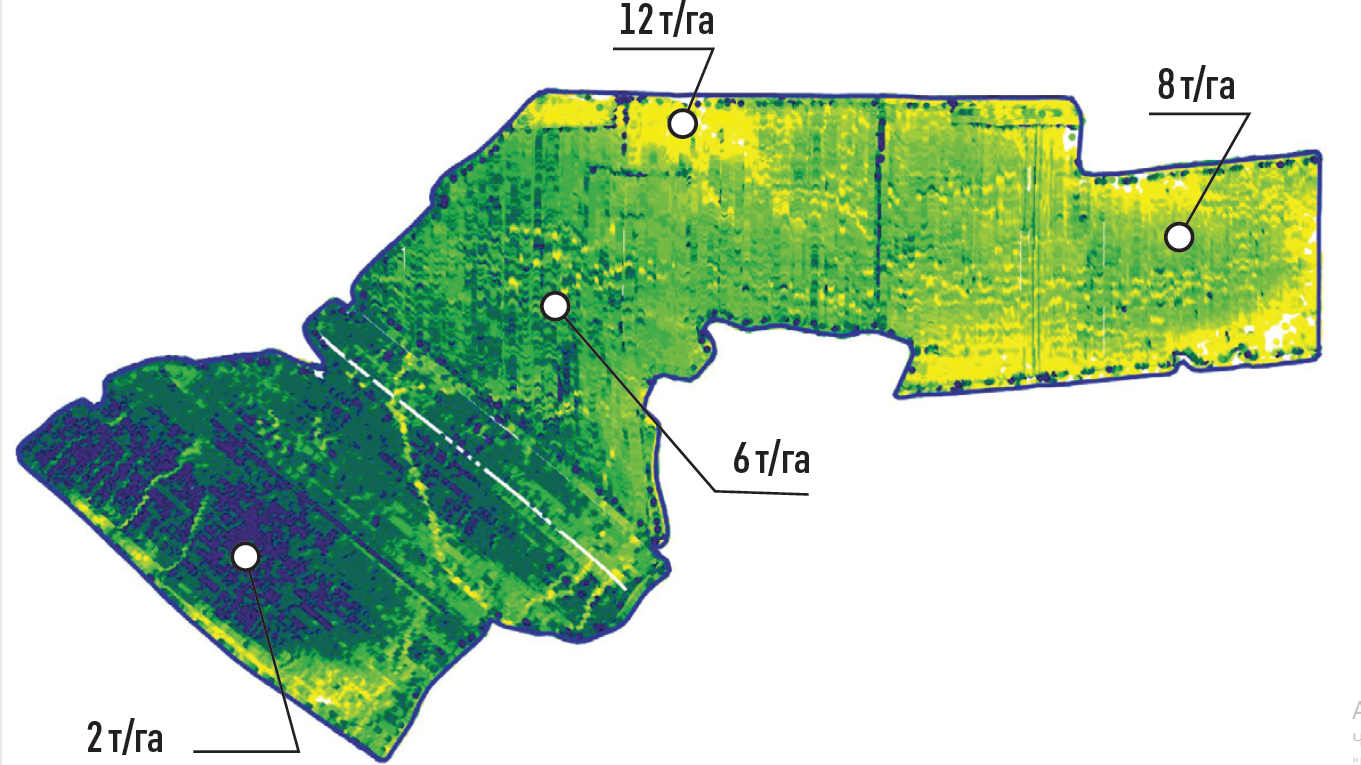
Картограма фактичного розподілу урожайності

Основне обладнання на техніку для побудови карти врожайності зернових культур :
- Сенсор обліку бункерного врожаю – визначає об’єм намолоченого зерна;
- Сенсор визначення вологості – враховує вміст вологи зерна;
- Сенсор чистої швидкості зернового шнека – використовується деякими системами картографування для підвищення точності*Обліку врожайності зернових;
- GPS-антена – отримує сигнали з супутника;
- Монітор відображення урожайності з GPS-приймачем – здійснює прив’язку до території та накопичує інформацію;
- Головний датчик для визначення координат розміщення – розрізняє будь-які зміни положення на площі поля;

Датчик швидкості руху – визначає пройдений комбайном шлях впродовж робочого процесу (інколи швидкість руху визначається за допомогою GPS-приймача або радара чи ультразвукового сенсора.

## Оцінка історії полів
Аналіз щорічного коливання врожайності у межах поля проводиться для визначення ділянок з потенційно високим або низьким рівнем. При вирішенні даного питання можна використовувати декілька способів. Один із них передбачає розрахунок відносної урожайності (нормування) для кожної точки або комірки сітки поля. Нормована урожайність визначається шляхом ділення фактичної урожайності на середнє її значення із усього поля.
```
Якщо культура вирощується в різних умовах, наприклад, коли одна частина знаходиться під зрошенням, або вирощуються різні сорти на різних ділянках, нормування урожайності також повинно проводитись по окремих частинах в межах одного поля.
```

Для оцінки зон продуктивності культури бажано використовувати карти врожайності за останні 5 років. Тривала історія полів необхідна для уникнення похибок, які можуть спричинити погодні умови або інші непередбачувані фактори впродовж окремих років.

## Потенційне використання
Картографування урожайності демонструє продуктивність культури в розрізі поля. З одного боку, ця інформація може бути використана для визначення просторових відмінностей на полі, які лімітують врожайність культури. З іншого – історія полів необхідна для встановлення планового урожаю для кожної ділянки, що дозволить змінювати витрати відповідно до їх потенційної продуктивності.
На схемі зображено можливі варіанти для ухвалення рішень щодо напрямків інвестицій на основі аналізу карт врожайності полів. Якщо коливання врожайності у межах поля не можна пояснити будь-якими його просторовими відмінностями, то у такому випадку поле приймається як одна суцільна ділянка.

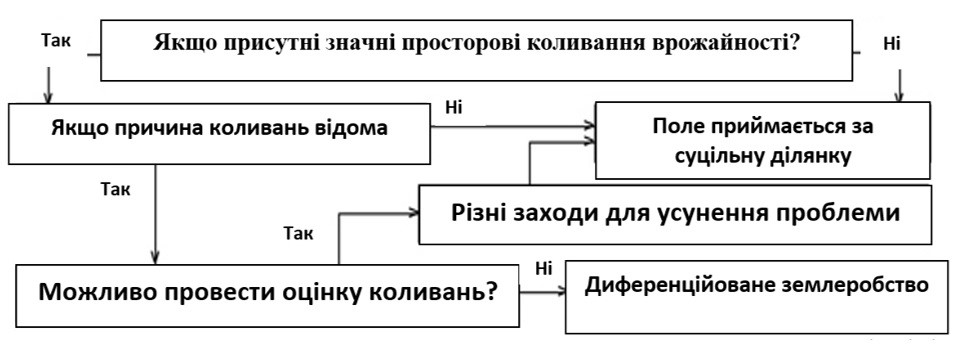
можливі варіанти для ухвалення рішень щодо напрямків інвестицій на основі аналізу карт врожайності полів

У випадках, коли коливання врожайності у межах однієї ділянки не змінюються з року в рік, це може бути приводом для оцінки різних показників поля:
- забезпеченість поживними речовинами;
- особливості рельєфу;
- наслідки проведених агротехнічних заходів;
- наявність ґрунтових шкідників, бур’янів або хвороб;
- погіршення фізичних властивостей ґрунту (твердість, щільність);
- інші причини.

Приклад: карта врожайності кукурудзи на зерно візуально подібна до картограми вмісту рухомого фосфору у ґрунті. Диференційоване внесення фосфорних добрив сприяло вирішенню цієї проблеми і отриманню високої врожайності на всій площі поля.

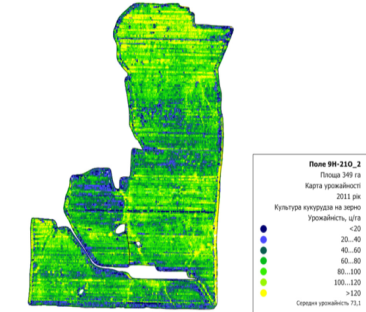
Карта врожаю кукурудзи на зерно

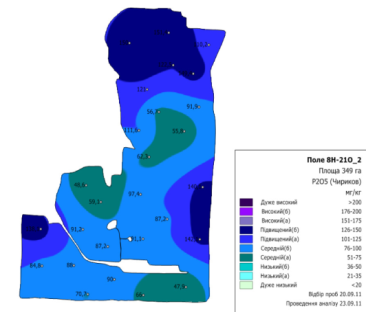
картограма вмісту рухомих сполук фосфору у ґрунті

У разі, коли причина коливань урожайності відома і вона може бути виправлена, всю площу поля можна довести до однорідного стану, що дозволить отримувати один рівень урожайності. Такого роду ідея є одним з головних завдань точного землеробства, проте втілити її в життя можна лише в окремих випадках.